# Bågspännaren

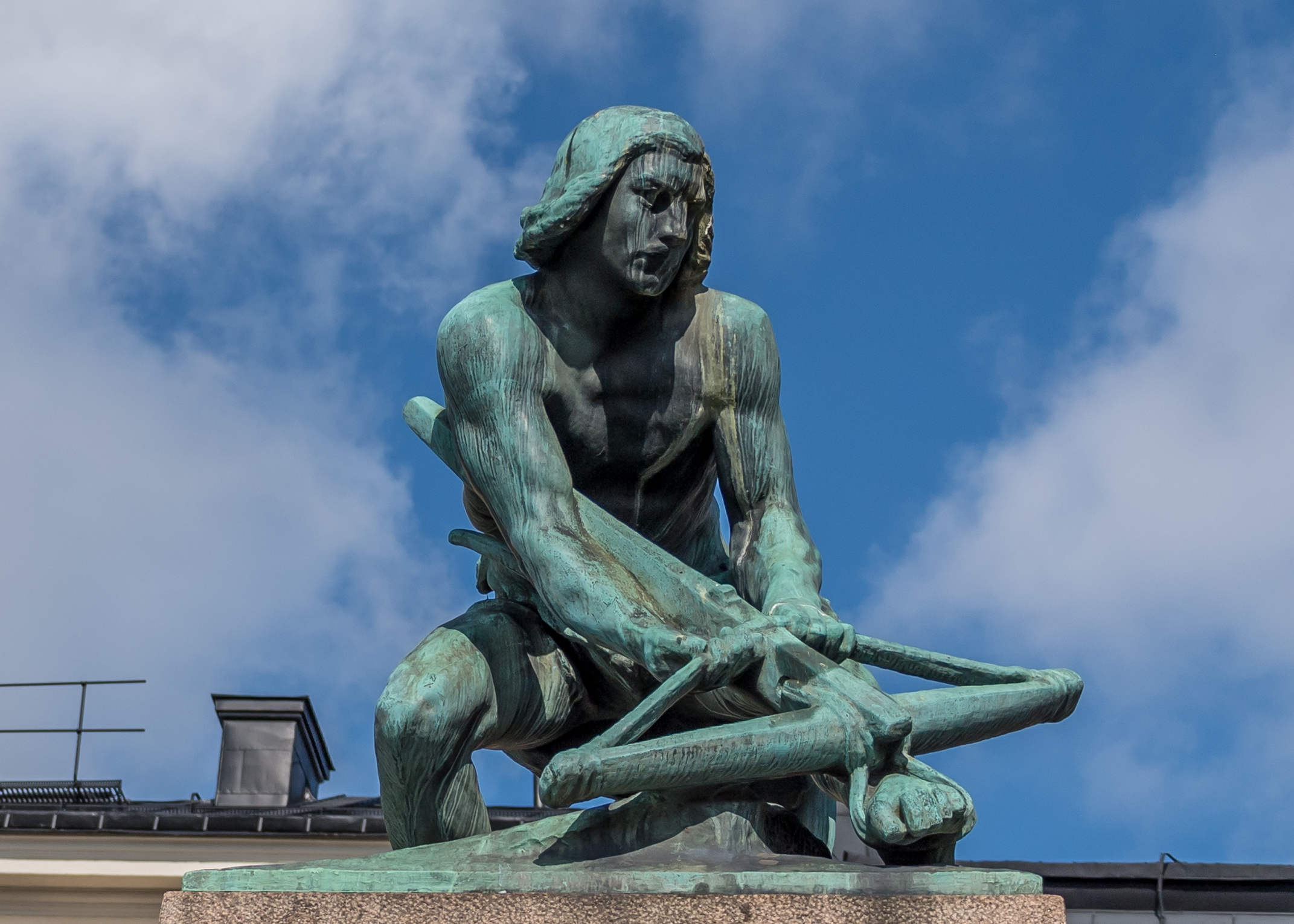
Bågspännaren, detalj.

Bågspännaren är en skulptur av Christian Eriksson, som visar en man som spänner ett armborst.

## Historik

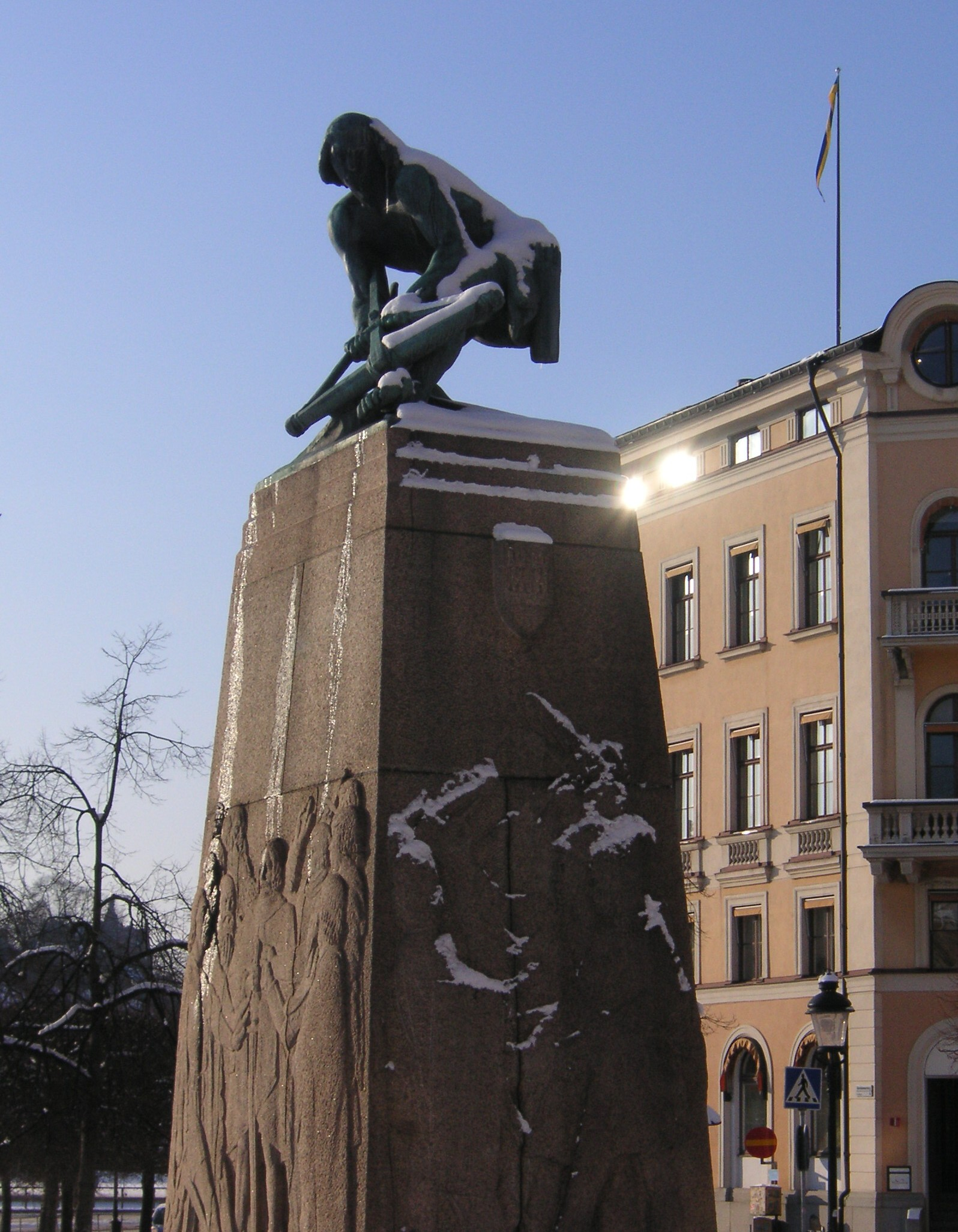
Bågspännaren, hela skulpturen.

Bågspännaren på Kornhamnstorg i Gamla stan i Stockholm från 1916 är ett av två monument i Stockholm över Engelbrekt Engelbrektsson och hans kamp mot Eriks av Pommern regim. Det andra finns sedan 1932 i trädgården till Stockholms stadshus. Monumentet sattes upp 1916 med medel från Föreningen för Stockholms prydande med konstverk och var det första konstverket som föreningen gav till Stockholms stad.
Skulpturen hade ursprungligen skapats för Falun i en tävling som utlysts redan 1902, och efter omtävling slutligen föreslagits 1909. Tanken var att den skulle vara del av en hel skulpturgrupp till hyllandet av Engelbrekt. Den refuserades dock såsom för mycket av en idéskulptur och för litet av konventionellt hjälteporträtt och kom så småningom att ersättas av Karl Hultströms Engelbrektsstaty utanför Kristine kyrka 1919.
Ett tredje exemplar av Bågspännaren har senare rests i Rottneros skulpturpark.
Modell till Bågspännaren var Christians gode vän Gösta Fagerlind, överlärare vid folkskolan i Arvika. Skulpturen är mycket porträttlik så när som på att håret förlängts till en polkafrisyr.
| ”                   | Här ser du för en gångs skull en vanlig karl i vadmal som spänner sin båge för att skydda sitt land mot fienden, Och sockeln med relieferna likaså, det är ett folk som värjer sitt land. Det visar att storhetsdrömmen en gång har tillhört alla. Fast den föreställer en armborstkrigare pekar den framåt i vår historia. | „ |
| – Ivar Lo-Johansson | |   |

Bågspännaren finns också i reliefavbildning på en minnessten på Södra Djurgården, rest av Djurgårdens IF 1955 till minne av föreningens första tid, på 1890-talet, då backhoppning arrangerades i närheten av Skansen. Bågspännaren förekommer likaså på en del interna plaketter och medaljer inom Djurgårdens IF. Det finns dessutom en fristående tidning om Djurgårdens IF:s fotbollsverksamhet som heter Bågspännaren.
En snarlik figur, med all sannolikhet inspirerad av Christian Erikssons bågspännare, fanns tillsammans med texten "Försvaret främst" i en valaffisch från högern, som Gunnar Widholm hade målat inför riksdagsvalet i mars 1914. Ett armborst användes därefter länge som symbol av högern och dess ungdomsförbund, jämför Engelbrektsbågen som fortfarande används av Moderata ungdomsförbundet i vissa sammanhang.